# 山本逸平
山本 逸平（やまもと いっぺい、1992年2月13日 - ）は、ジャパンラグビーリーグワン三菱重工相模原ダイナボアーズに所属するラグビー選手。

## プロフィール
- 東京都出身[1]。
- ポジションはスクラムハーフ(SH)、フルバック(FB)。
- 身長 172 cm、体重 68 kg

## 略歴
高校からラグビーを始めた。
2010年、目黒学院高校卒業後、拓殖大学に入る。
2014年、拓殖大学卒業後、三菱重工相模原ダイナボアーズに加入。同年9月13日に行われたトップイーストリーグDiv.1第1節の東京ガス戦に先発出場で公式戦初出場を果たす。
2021年12月13日の競技会外検査で尿から禁止物質「エノボサルム（オスタリン）」が検出されて、「意図的な摂取ではない」と判断されたので5か月の資格停止処分を受けた。なお資格停止の開始日は検体採取日の2021年12月23日。